# 大津市立真野中学校
大津市立真野中学校（おおつしりつまのちゅうがっこう）は滋賀県大津市清風町にある公立中学校。
生徒数の増加に伴い、1988年（昭和63年）に堅田中学校から分離し、琵琶湖ローズタウン内に建てられた。大津市内では、比較的新しい中学校である。
真野、真野北の2つの学区からなり、近年は生徒会を中心に地域連携に力を入れている。
全校生徒数は平成18～19年に750人を超えたが、近年は300人前後と生徒数が減少している。

## 所在地
- 滋賀県大津市清風町24番1号

真野中学校が位置する真野地域は、万葉集など、多くの歌人達が詠んだ場所であり、真野の名は「美しい土地」という意味がある。
真野学区は、近くを流れる真野川の下流域に開けた街で、堅田駅西口にある丘陵地は、春日山古墳をはじめとして、多くの古墳群が存在する。これらは、古代の豪族であった真野氏（真野臣）の本拠地とされている。
琵琶湖大橋の北側にある真野浜は、水泳場としても知られているが、藤原定家が「秋はただ入江ばかりの夕べかは月待つ空の真野の裏波」と詠うなど、古歌に詠われた景勝の地である。和歌に詠まれる「真野の入江」は、現在の真野4丁目付近にあったとされ、その場所には石碑が置かれている。
真野北学区は、丘陵地に開かれた新しい街で、平成26年4月に学区創立20周年の記念式典が催された。学区の中心に曼陀羅山があり、ここには古墳群や公園などがあり、地域住民の憩いの場になっている。
真野中学校の校歌には、自然豊かで美しい真野、真野北の風景と校舎から眺めることができる比良山、比叡山の山並みが歌われている。

## 校訓
感謝・誇り・責任
時を守り、場を清め、礼を正す
平成25年には、生徒会が『真心～真野中生の当たり前憲法』を策定し、平成26年の文化祭で垂れ幕が披露された。

## 主な行事
- 1学期
  - 入学式
  - 鯉のぼり祭り
  - 生徒会オリエンテーション
  - 部活動見学・仮入部→本入部
  - PTA総会
  - 葛川ふるさと体験学習
  - 修学旅行
  - 校外学習
  - 生徒総会
  - 壮行会
- 2学期
  - 真野フェスタ（文化祭・体育祭）
  - 職場体験学習
  - 福祉学習
  - 環境学習
  - 人権学習
  - 生徒会役員選挙
- 3学期
  - 各種入試
  - 卒業式

## 主な施設
- 本校舎
- 体育館
- 猫ルーム
- プール
- 格技室
- コンピューター室

2008年に創立20周年をむかえ、中庭にビオトープが設置された。地域の幼稚園児や保育園児も観察に訪れる場になっている。
平成25年3月に、正面玄関右手に校訓「感謝・誇り・責任」が刻まれた石碑が寄贈された。

## クラブ活動
- 野球部
  - 平成18年滋賀県夏季総体優勝、近畿大会出場の実績あり
- サッカー部
- ソフトボール部
- 陸上部
  - 近畿大会出場の実績あり
- ソフトテニス部
  - 近畿大会出場の実績あり
- バドミントン部
  - 全国大会出場の実績あり
- バスケットボール部
  - 女子 平成24年滋賀県夏季総体第2位
- 吹奏楽部
- 美術部

## 過去に開設されていた部活動
- バレーボール部
- 卓球部
- 柔道部
- 水泳部
- 科学部
- 家庭科部
- ソフトテニス部女子

## 主な出身者
- 加藤徹（プロ野球選手、元琉球ブルーオーシャンズ）
- 宮吉拓実（プロサッカー選手、京都サンガF.C.）
- 吉川健太（プロサッカー選手、愛媛FC）
- 吉川拓也（プロサッカー選手、カターレ富山）

## マスコットキャラクター
- まのまる - 2012年の創立25周年に誕生[1]。

## 最寄駅
- JR小野駅よりバスで10分
  - 江若バス「真野中学校前」下車。

## 周辺の教育施設
- 大学
  - 成安造形大学
  - びわこ成蹊スポーツ大学

- 県立学校
  - 堅田高等学校
  - 北大津高等学校
  - 北大津養護学校

- 小学校
  - 真野小学校
  - 真野北小学校

- 幼稚園・保育園
  - 真野幼稚園
  - 真野北幼稚園
  - 麗湖こども園
  - 真野保育園
  - 堅田幼稚園

近年は、中学校の生徒会と小学校の児童会が交流を深めたり、真野フェスタ（文化祭・体育祭）に幼稚園・保育園の園児が参加する交流がさかんである。